# スヴャトスラウ2世
スヴャトスラウ2世（ウクライナ語：Святослав Ярославич; ロシア語：Святослав Ярославич；1027年 - 1076年12月27日）は、リューリク朝のルーシ系公（クニャージ）である。洗礼名はミハイール。ヤロスラウ賢公の子、ヴォロディーミル聖公の孫。チェルニーヒウ公（在位：1054年 - 1073年）、キエフ大公（在位：1073年 - 1076年）。母はスウェーデン王オーロフの娘インゲゲルド。

## 生涯
1054年、父ヤロスラフが亡くなる。長子ウラジーミルは既に死去していたため、キエフ大公位は、次子である兄イジャスラフ1世が継承した。この時の領地分配で、イジャスラフはキエフに加えてノヴゴロド、トゥーロフを獲得、スヴャトスラフはチェルニーゴフ、リャザン、ムーロム、トムタラカニを、フセヴォロド（後のフセヴォロド1世）はペレヤスラヴリ・ルースキー（モスクワ近郊のペレヤスラヴリ・ザレスキーではない）及びロストフ、スーズダリ、ベロオーゼロといったヴォルガ上流域の東北ロシアを領有した。また、ヴャチェスラフはスモレンスクを末弟イーゴリはヴォルィーニを支配した。
1055年頃、イジャスラフ、フセヴォロドと和平条約を結び、三頭政治を行う。 この条約にもかかわらず、キプチャクは1061年にウラジーミルとヤロスラフが建設した土塁と柵を突破し、彼らを迎え撃つために進軍してきたフセヴォロド率いる軍隊を破ったとされる。
1068年にスノウシク付近でクマン人の軍勢を破った（参照：アリタ川の戦い）。 この戦いはキエフでの蜂起につながり、ヤロスラフ大太子は一時的に追放された。ヤロスラフの不在中、スヴャトスラフ王子は1068年11月1日にはるかに大規模なクマン軍を破り、クマン襲撃の流れを食い止めることに成功した。1071年の小さな小競り合いは、その後20年間クマン人による唯一の騒乱であった。アリタ川の戦いはキエフ大公国にとっては恥辱であったが、翌年のスヴャトスラフの勝利により、かなりの期間にわたってキエフとチェルニゴフに対するクマン人の脅威が軽減された。やがてイジャスラフと敵対し、1073年にはフセヴォロドと手を組んで、大公位を奪った。1073年と1076年の『スヴャトスラウ選集』を編纂した。1076年12月27日、癤の手術が失敗したため死去し、チェルニーヒウの救世主大聖堂に葬られた。

## 妻子
最初の妻は出自不明のキリキヤ（またはキキリヤ、ツェツィリヤという女性であり、以下の人物の母と考えられる。
- グレプ[4] - トムタラカニ公、ノヴゴロド公、ペレヤスラヴリ公
- ロマン[5] - トムタラカニ公
- ダヴィド[6] - ペレヤスラヴリ公、ムーロム公、スモレンスク公、ノヴゴロド公、チェルニゴフ公
- オレグ[7] - トムタラカニ公、チェルニゴフ公、ノヴゴロド・セヴェルスキー公

このうち、ダヴィドはダヴィド家(ru)、オレグはオレグ家(ru)の祖である。両家は12世紀のチェルニゴフ公を出した代表的な家系となった。
2人目の妻はハンガリー辺境伯レオポルト（バーベンベルク家）の娘と考えられているオダ(ru)であり、ヤロスラフ（ムーロム公、チェルニゴフ公）を産んだ。また、A.ナザレンコ(ru)の説では、オダとの間に、ビザンツ帝国に嫁いだ娘も産まれているとされる。
その他、母親を確定できない以下の子がいる。
- ボリス - 1073年よりヴィシゴロドを統治
- イーゴリ
- ヴィシェスラヴァ - ポーランド王ボレスワフ2世と結婚
- プレヂスラヴァ - 1116年に修道女となる